# 신비의 사나이 할리 퀸

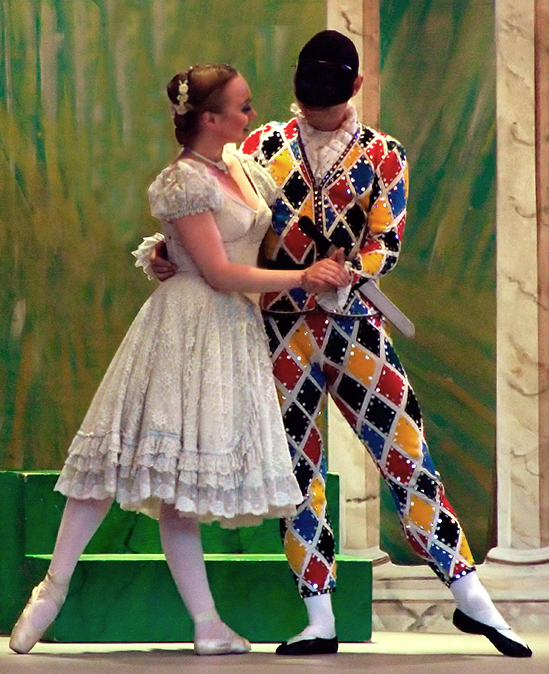

《신비의 사나이 할리퀸》(The Mysterious Mr. Quin)은 애거사 크리스티의 추리소설이다.
작품의 주인공인 할리 퀸은 에르퀼 푸아로나 제인 마플 보다 덜 알려져 있다. 그는 항상 슬그머니 나타났다가 금세 사라지고, 유일한 친구인 새터스웨이트 씨조차 그가 누구인지 제대로 알지 못한다. (새터스웨이트는 에르퀼 푸아로의 친구 헤이스팅스와 마찬가지로 언제나 추리를 하지만 자기 친구인 탐정보다 한발 늦는 인물. 하지만 푸아로에게 항상 이용당하는 헤이스팅스와 달리, 퀸은 그다지 나쁜친구는 아닌듯하다.) 더구나 그는 언제나 얼굴에 그림자가 져있고 옷에는 형형색색의 조명이 비치고 있다. 때문에 그가 어떻게 생겼는지도 잘 알지 못한다. 원래 할리퀸은 형형색색으로 꾸민 어릿광대를 뜻하는 말이다. 퀸씨의 등장은 언제나, 사랑과 죽음 둘 중 하나를 의미한다.